# Hans Werner Richter
Hans Werner Richter (Heringsdorf, 12 novembre 1908 – Monaco di Baviera, 23 marzo 1993) è stato uno scrittore tedesco.
Più che per le sue opere, Richter è principalmente conosciuto per essere stato è stato l'iniziatore e la guida spirituale del cosiddetto Gruppo 47, il più importante gruppo di scrittori della Germania Ovest del secondo dopoguerra, che condusse alla fama e al riconoscimento in tutto il mondo.

## Biografia
Hans Werner Richter era il figlio di un pescatore. Tra i sedici e i diciannove anni svolse un apprendistato di tre anni come libraio a Świnoujście, lavorando poi come aiutante in una libreria di Berlino.
Nel 1930 Richter si unì al KPD, ma dopo due anni ne venne espulso in seguito all'accusa di trotskismo. Dopo aver assistito a una marcia del NSDAP sul Tempelhofer Feld a Berlino nel 1933, Richter riallacciò nuovi legami con il KPD illegale, nel tentativo di provare a formare un gruppo di resistenza. Non essendoci riuscito, fuggì con la propria fidanzata a Parigi, ma il suo espatrio fallì a causa della sua disperata situazione finanziaria.
Dopo il suo ritorno nel 1934, Richter lavorò come libraio ed editore a Berlino, continuando però l'azione politica sotterranea. Nel 1940 la Gestapo lo arrestò provvisoriamente, ma, dopo che non fu possibile dimostrare il suo coinvolgimento in un gruppo di giovani pacifisti illegali, ne seguì l'arruolamento per il servizio militare (1940-1943). Sia lui sia i suoi tre fratelli sopravvissero tuttavia alla guerra.
Internato in un campo di prigionia americano tra il 1943 e il 1946, prima a Camp Ellis (Illinois) e successivamente a Fort Kearney (Rhode Island), Richter pubblicò a partire dalla primavera 1945 le riviste antifasciste Lagerstimme e Der Ruf. Per quest'ultima collaborarono anche Alfred Andersch, Gustav René Hocke e Walter Kolbenhoff. Richter e Andersch, che si incontrarono di persona solo dopo il loro rilascio, pubblicarono nuovamente Der Ruf a Monaco a partire dal 1946. Dopo che la rivista venne bandita nell'aprile 1947 dalle autorità dell'occupazione americana della Germania a causa delle sue posizioni di sinistra, ne seguì la formazione di una cerchia di scrittori e critici, che si costituì come Gruppo 47 su invito informale di Hans Werner Richter.
I primi anni del Gruppo 47 furono la fase quantitativamente più produttiva dell'attività di scrittore di Richter. Nel 1951 gli fu assegnato il Premio Fontane, nel 1952 il premio René Schickele per Sie fielen aus Gottes Hand, nel 1972 il Kulturpreis des Deutschen Gewerkschaftsbundes, nel 1979 la Gran Croce al merito, nel 1986 il Große Literaturpreis der Bayerischen Akademie der Schönen Künste e nel 1992 il premio Pommersche Kulturpreis.
Dopo la sua morte, avvenuta il 23 marzo 1993 a Monaco, Richter fu sepolto su sua richiesta nel cimitero di Bansin sull'isola di Usedom.

## Opere
- 1947: Deine Söhne Europa – Gedichte deutscher Kriegsgefangener.
- 1949: Die Geschlagenen.
- 1951: Sie fielen aus Gottes Hand.
- 1953: Spuren im Sand.
- 1955: Du sollst nicht töten.
- 1959: Linus Fleck oder Der Verlust der Würde.
- 1962: Bestandsaufnahme – Eine deutsche Bilanz.  Als Herausgeber. Kurt Desch, München.
- 1965: Plädoyer für eine neue Regierung, oder: Keine Alternative.
- 1965: Menschen in freundlicher Umgebung. Sechs Satiren. Wagenbach, Berlin.
- 1971: Rose weiß, Rose rot. Roman. Hoffmann und Campe, Hamburg, ISBN 3-455-06270-9.
- 1974: Briefe an einen jungen Sozialisten. Deutscher Taschenbuch-Verlag, München 1990, ISBN 3-423-11252-2.
- 1980: Die Flucht nach Abanon. Nymphenburger, München, ISBN 3-485-00382-4.
- 1981: Die Stunde der falschen Triumphe. Wagenbach, Berlin, ISBN 978-3-8031-2642-9.
- 1982: Geschichten aus Bansin. Nymphenburger, München, ISBN 3-485-00418-9.
- 1982: Ein Julitag. Nymphenburger, München, ISBN 3-485-00431-6.
- 1986: Im Etablissement der Schmetterlinge – Einundzwanzig Portraits aus der Gruppe 47. Nymphenburger, München, ISBN 3-446-14543-5.
- 1989: Reisen durch meine Zeit. Lebensgeschichten. Hanser, München 1989, ISBN 3-446-15402-7.
- 1990: Deutschland deine Pommern – Wahrheiten, Lügen und schlitzohriges Gerede. Reich, Rostock, ISBN 3-86167-020-8.